# Jeepers Creepers (film, 2001)
Jeepers Creepers  je americký hororový film natočený roku 2001 režisérem Victorem Salvou. Je zařazen mezi nejlepší horory za posledních deset let[zdroj⁠?!]. Film měl i pokračování s názvem Jeepers Creepers 2. Hlavní postavou je bestie Creepers.

## Hlavní představitelé
- Gina Philips– Patricia "Trish" Jennerová
- Justin Long – Darius "Darry" Jenner
- Jontahan Breck – Creeper
- Patricia Belcher – Jezele Hartmanová
- Eileen Brennan – Kočičí žena
- Brandon Smith – plukovník Tubbs
- Peggy Sheffield – servírka
- Jon Beshara – policista Robert Gideon
- Avis-Marie Barnes – policistka Natasha Westonová

## Děj
Dva sourozenci Darry a Trish Jennerovy se vrací na jarní prázdniny domů autem skrz floridu, kde si cestu krátí hrou s poznávacíma značkama aut, která tak po dvou kilometrech zahlédnou. Během cesty dojde ke střetu se starou ošuntělou dodávkou s nápisem "BEATNGU". Dodávka je div nesrazí ze silnice, poté co je předjede a pokračuje si po svých. Darry rozluští nápis jako "Zbiju tě" a nestačí se divit, uvidí onu dodávku u starého opuštěného kostela. Všimne si také řidiče v dlouhém kabátě a s kloboukem, jak se něčeho ve spěchu zbavuje. Dochází k další honičce, při níž jsou Darry i Trish vytlačeni ze silnice a div se nevybourají. Darry přemluví po chvíli Trish, aby se vrátili ke kostelu a vypátrali čeho se on záhadný řidič zbavoval. Dojedou ke kostelu, kde se nachází až abnormální množství vran, čemuž se hlavně Trish náramně diví. Ona záhadná věc, které se řidič zbavoval byla zahozena do potrubí vedoucího do sklepení kostela a Darry se i přes Trishino varování spustí. To, co nalezne v temnotě sklepení je něco nepředstavitelného. Sklep je celý plný nespočtem mrtvol, jak mužských i ženských, sešitých k sobě a vystavených ve stylu fresek. Darry zde dokonce nalezne polomrtvého muže s rozříznutou hrudí. Ale nejen to ale i dvacet let pohřešovanou Darlu a Kennyho. Rychle utíká i s Trish z kostela a oba spěchají k nejbližší restauraci o pomoc. Zde si zavolají o pomoc policii. Ta je eskortuje na policejní stanici. Při eskortě se policisté dozvídají, že kostel hoří, zřejmě jej vrah pro zbavení mrtvol raději zapálil. Darry a Trish nejsou ovšem bezpečně eskortovaní, protože oba policisti jsou ještě předtím zavražděni řidičem dodávky, který je celou dobu pronásledoval. Pokoušejí se poprosit o pomoc starou paní bydlící nejblíž, ta je ovšem příliš zabraná starostí o své kočky a z důvodu jejího nezákonného držení koček zde nechce policisty ani vidět. Mezitím je dožene vrah a starou paní i s kočkama zabije. Darry s Trish prchají do auta a vraha přejedou autem. Dorážejí na policejní stanici okrsku Poho. Zde se setkávají s prapodivnou ženou, která jim vykládá, že onen neznámý muž v klobouku není jen tak ledajaký muž. Není to totiž člověk, ale stvůra (Creepers), která se každých 23 let probouzí, aby po dobu 23 dní jedla lidské orgány z určitých lidí, jenž si sama vybere pro nabrání nové síly. Varuje je, že stvůra na Zemi žije už tisíce let a nikdo ji zatím nedokázal zabít a že si je oba najde a jednoho z nich si vybere jako další oběť. Mezitím zde zhasnou světla a na stanici dojde ke hrozným zmatkům, během niž jsou zabiti a připraveni o plíce, ruku a nohu dva zadržení a jeden policista. Darry a Trish jsou chyceni a Darry je stvůrou vybrán a unesen, netvor totiž dokáže dokonce i létat. Nešťastná Trish se kouká do nočního nebe a neví vůbec, co si počít. Darry je zavražděn a připraven o obě oči, které se stanou očima stvůry.